# 山岳地帯の川 (エーフェルディンヘンの絵画)
『山岳地帯の川』（さんがくちたいのかわ、仏: Rivière dans une vallée montagneuse、英: River in a Mountain Valley）は、17世紀オランダ絵画黄金時代の画家アラールト・ファン・エーフェルディンヘンが1650年ごろ、キャンバス上に油彩で制作した風景画である。「A.V. Everdingen」という画家の署名が記されている。作品は1803年に購入されて以来、パリのルーヴル美術館に所蔵されている。

## 作品

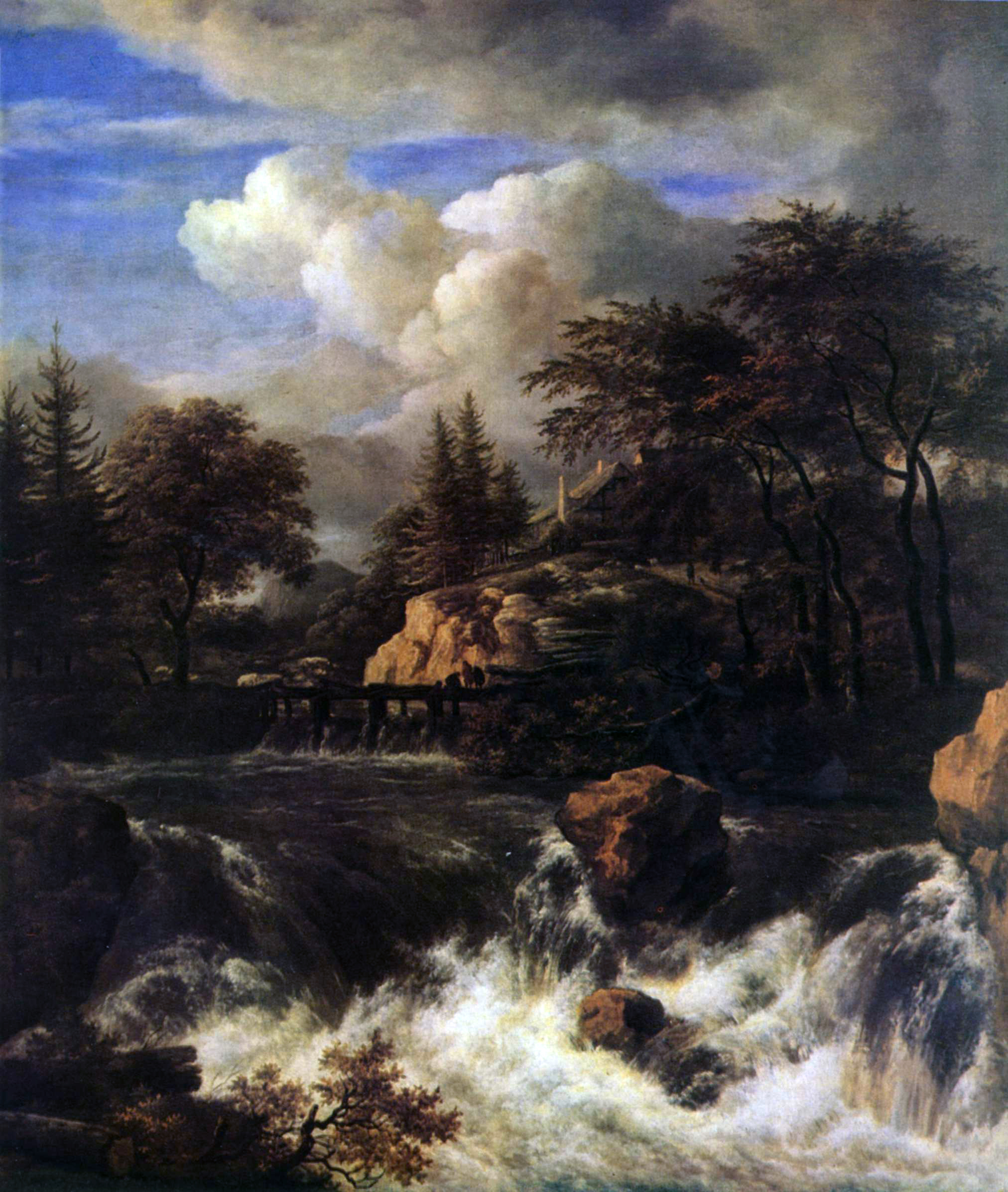
ヤーコプ・ファン・ロイスダール『岩のある風景の中の滝』 (1660年代)、ナショナル・ギャラリー (ロンドン)

アラールト・ファン・エーフェルディンヘンは、1644年にスウェーデンとノルウェーを訪れた。彼はストックホルムなど現地の小さなオランダ人社会を頼ることができたが、それでもその進取の気性はきわめて独自のもので、彼の旅行は17世紀のオランダの風景画家たちの歴史の中で特異なものとなっている。
ファン・エーフェルディンヘンは、スカンジナビアで多数のスケッチを描いた。オランダ帰国後は、飽きることなく何年もの間、山々、岩、滝、巨大な氷河の中に埋もれた小屋、渓流などのスケッチをもとに絵画を制作しており、画家は「スカンジナビアの最初の風景画家」とも位置づけられる。
彼の風景画は、厳密な意味での自然主義の作品としては捉えることはできない。それらの風景画は再構成されたものだからである。大作である本作においては、きわめて大きな再構成がなされている。建物の配置や、階段状の景色の重なり、風景のスケールを表現するための登場人物の利用など、何一つとして偶然に任せたものはない。
本作は彼の旅行の成果であるとともに、ハールレムあるいはアムステルダムのブルジョワ階級の間でのスカンジナビア風景への需要を背景に描かれたものである。1650年代半ば以降、ヤーコプ・ファン・ロイスダールもファン・エーフェルディンヘンのスカンジナビア風景に感化され、背の高い松の木に囲まれた岩の上を流れる滝の景観を数多く描いた。